# Краснопольное
Краснопо́льное (укр. Краснопільне, крымскотат. Krasnopolnoye, Краснопольное) — исчезнувшее село в Красногвардейском районе Республики Крым, располагавшееся на востоке района, в степной части Крыма, включённое в состав Новоникольского, сейчас южная часть села.

## История
Краснопольное впервые в доступных источниках встречается в Списке населённых пунктов Крымской АССР по Всесоюзной переписи 17 декабря 1926 года, согласно которому в селе Краснопольное, Карасанского сельсовета (в котором село состояло всю дальнейшую историю) Симферопольского района, числилось 9 дворов, все крестьянские, население составляло 57 человек, все немцы. Постановлением ВЦИК «О реорганизации сети районов Крымской АССР» от 30 октября 1930 года, был создан Биюк-Онларский район, как немецкий национальный в который включили село. Постановлением Президиума КрымЦИКа «Об образовании новой административной территориальной сети Крымской АССР» от 26 января 1935 года был создан немецкий национальный Тельманский район (с 14 декабря 1944 года — Красногвардейский) и село включили в его состав.
После освобождения Крыма от фашистов в апреле, 12 августа 1944 года было принято постановление № ГОКО-6372с «О переселении колхозников в районы Крыма» и в сентябре 1944 года в район приехали первые новоселы (57 семей) из Винницкой и Киевской областей, а в начале 1950-х годов последовала вторая волна переселенцев из различных областей Украины. С 25 июня 1946 года селение в составе Крымской области РСФСР, а 26 апреля 1954 года Крымская область была передана из состава РСФСР в состав УССР. С 12 февраля 1991 года село в восстановленной Крымской АССР, 26 февраля 1992 года переименованной в Автономную Республику Крым. 24 марта 1997 Верховный Совет Крыма объединила Краснопольное с селом Новоникольское.